# Joel Bitonio
Joel Michael Bitonio (San Pedro, 11 ottobre 1991) è un giocatore di football americano statunitense che gioca nel ruolo di offensive tackle per i Cleveland Browns della National Football League (NFL). Fu scelto nel corso del secondo giro (35º assoluto) del Draft NFL 2014. Al college ha giocato a football all'Università del Nevada-Reno.

## Carriera universitaria
Bitonio giocò per la University of Nevada dal 2009 al 2013. Tra la seconda e l'ultima stagione disputò 39 gare come titolare consecutive. Nel 2013 fu inserito nella formazione ideale della Mountain West Conference.

## Carriera professionistica

### Cleveland Browns
Bitonio fu scelto nel corso del secondo giro del Draft 2014 dai Cleveland Browns. Debuttò come professionista partendo come titolare nella partita della settimana 1 contro i Pittsburgh Steelers. La sua prima stagione si concluse disputando tutte le 16 partite come titolare, venendo inserito nella formazione ideale dei rookie dalla Pro Football Writers Association. Nel 2018 fu inserito nel Second-team All-Pro e convocato per il Pro Bowl al posto dell'infortunato David DeCastro. Nel 2019 fu di nuovo convocato per il Pro Bowl, ancora al posto di DeCastro, e inserito nel Second-team All-Pro.

## Palmarès
- Convocazioni al Pro Bowl: 6

2018, 2019, 2020, 2021, 2022, 2023
- First-team All-Pro: 2

2021, 2022
- Second-team All-Pro: 3

2018, 2019, 2020
- PFWA All-Rookie Team - 2014